# Trickfilmstudio Traum & Maier
Das Trickfilmstudio Traum & Maier in Wien war in den 1950er bis 1970er Jahren eine der wichtigsten österreichischen Werbefilmproduktionen, die sich auf Zeichen- und Puppentrickfilm spezialisierten.
Walter V. Maier (* 26. Oktober 1927 in Wien) studierte Chemie und Optik und begann nach dem Krieg zuerst als Kameraassistent und später als Reporter für die Französische Wochenschau zu arbeiten. Im Jahre 1948 gründete er mit Kurt Traum das Filmstudio Traum und Maier. Als Startausrüstung gab es eine alte Ernemann-Holzkamera mit Einzelbildaufnahme und Handkurbel für den Filmtransport. Die ersten Aufträge organisierten sich Kurt Traum und Walter V. Maier selbst, indem sie verschiedenen Geschäften ihre Leistungen anboten. Die Folien wurden damals nach Fertigstellung des Films aus Kostengründen abgewaschen, um sie wiederbenutzen zu können.
Anfang der 1950er entwickelte sich das Unternehmen zu einer der wichtigsten Filmfirmen in Wien. Walter V. Maier war unter den Initiatoren des Nachkriegstrickfilms mit 21 Jahren einer der Jüngsten und berichtete später von verschiedenen gefährlichen Aktionen, wenn es darum ging, spektakuläre Aufnahmen für Realwerbefilme zu verwirklichen. Er beschreibt den Arbeitsstil der Aufbauzeit als familiäres Teamwork, in dem exakte Funktionszuteilung nicht immer erstrebenswert waren. Die technischen und künstlerischen Möglichkeiten wurden bei den diversen Problemstellungen in der Gruppe besprochen und gelöst.
Die Jahresproduktion war in der Blütezeit mit ca. 15 Trickfilmen pro Jahr sehr hoch. Ein weiteres Spezialgebiet im Trickfilm, dem sich das Filmstudio widmete, war die Herstellung von Puppenfilmen.
Walter V. Maier gewann im Laufe der Jahre Preise, wie zum Beispiel den Österreichischen Staatspreis für Werbefilm und den Werbewirtschaftspreis für den besten Werbetrickfilm. Im Jahre 1985 übernahm sein Sohn Mario E. K. Maier die Firma und gewann den Österreichischen Staatsanerkennungspreis für den besten Werbefilm vom Bundesministerium für Handel und Gewerbe.
Werbekunden waren unter anderem Ankerbrot, Smart Zigaretten, Bencos Abenteuer, Hustinetten Bär, Uhu Kleber, AEG, Iglo (Kapitän Iglo, Iglo Küche mit Helmut Misak), Phillips, Alma, Tus Insektenspray und viele mehr.
Insgesamt ca. 600 Werbefilmproduktionen. Unterstützer der „Langen Nacht der Museen“ in Wien und betrifft die lange Nacht des Österreichischen Werbefilms, im Breitenseer Kino.